# 神戸景観ポイント賞
神戸景観ポイント賞（こうべけいかんポイントしょう）は、神戸市が主催している賞。
なお、賞の名称については、神戸市の公式ホームページ内でも「神戸景観・ポイント賞」（中黒あり）と「神戸景観ポイント賞」（中黒無し）が混在して使われており、表記が一定していない。

## 概要
市内に新しく建造された建築物、モニュメント、広告の中でも特に周辺と調和しつつも個性を際立たせることにより、地域の景観良化に貢献している物が受賞対象となっている。対象の使用用途は特に制限されておらず、1986年の開始以来、企業社屋から教育機関、宗教施設など様々な多くの建築物が受賞している。